# Palchok
Palchok (en népalais : बरुवा) est un comité de développement villageois du Népal situé dans le district de Sindhulpalchok. Au recensement de 2011, il comptait 1 927 habitants.